# Cranc de riu americà
El cranc de riu americà o cranc roig (Procambarus clarkii) és una espècie de crustaci decàpode d'aigua dolça de la família Astacidae. És un cranc d'introducció recent que s'ha estès de manera molt ràpida pels Països Catalans. Pràcticament la totalitat dels exemplars que es poden trobar als mercats pertany a aquesta espècie.

## Descripció
Té el cos dividit en 20 segments articulats: 14 al cefalotòrax i 6 a l'abdomen, que li permeten de caragolar la cua per transportar els ous en el cas de la femella.
El cefalotòrax té els ulls capaços de girar 180 graus, una antènula que sembla una antena, però és més curta, dues antenes per captar les preses, dues mandíbules que utilitza per ingerir els aliments, dues pinces que utilitza per agafar els aliments i defensar-se, maxil·lípedes que col·laboren en el tractament de l'aliment (3 parells) i potes marxadores que utilitza per caminar (4 parells). El cap està format per dues plaques cilíndriques. A l'abdomen hi ha 5 parells de potetes que el cranc fa servir, en general, per moure l'aigua (crea corrents que renoven l'aigua per portar oxigen a les brànquies i per detectar olors a l'ambient). El mascle utilitza els dos primers parells de potes abdominals com a òrgan copulador. AI final de l'abdomen hi ha la cua, una estructura en forma de ventall formada per dues potes modificades en forma de pala i una escata ampla terminal, anomenada tèlson, on acaba el tub digestiu.
El pes mitjà en edat adulta pot arribar a ser de 40 grams i arribar a fer més de 15 cm de llargària. És de color vermellós fosc encara que el seu color és molt variable depenent de l'edat i el sexe. Els mascles arriben a ser negres i vermells durant la temporada reproductora.
Les diferències entre el mascle i la femella són clares, ja que el mascle presenta les potes copuladores modificades (més grosses i mirant cap endavant) mentre que la femella té l'abdomen més ample (per poder transportar el màxim de cries). També es poden identificar pel color, ja que les femelles tenen una coloració molt més discreta i semblant a l'autòcton que els mascles. La maduresa sexual de les femelles apareix en el quart any de vida mentre que en els mascles apareix en el 3r any de vida.

## Hàbitat
Viu en rius, rierols, torrents i pantans. Tolera nivells elevats de contaminació en les aigües. Fa els cau al fons dels rius, que poden arribar a mesurar d'un a dos metres de fondària.

## Reproducció
L'aparellament té lloc a la primavera, en què les temperatures són més adients per a la fecundació. La reproducció té lloc quan la femella ha fet la muda i té la pell més tova. La durada de la reproducció és variable, normalment és d'un o dos dies, ja que el mascle i la femella tenen més d'una còpula per assegurar la fertilització dels ous. Després de la còpula la femella pot arribar a esperar de tres a quatre setmanes a pondre els ous, entre uns 200 i 900 depenent de l'edat de la femella. Durant el període d'incubació els ous són transportats al ventre de la mare, els quals després d'un mes es desclouen donant lloc a petites cries de pocs centímetres. La velocitat del creixement de les cries depèn dels nutrients i el medi. No totes les cries arriben a l'edat adulta, puix que altres espècies se n'alimenten.

## Alimentació
Són animals omnívors, tant s'alimenten d'animals com de vegetals. La seva alimentació es basa principalment en petites larves, en ous de peixos, pinso dels pescadors (format per vegetals), restes de peixos morts, cries d'altres crancs i també alguns peixos com els barbs.

## Introducció
Es va introduir per substituir les poblacions europees eliminades per l'afanomicosi i l'alteració dels ecosistemes fluvials (creixement industrial, construcció de preses i envasaments, canalitzacions…), per la forta demanda de crancs que hi havia a Europa, on es consideren un menjar de luxe. A Espanya un empresari sevillà volia vendre a les botigues de tota la península Ibèrica el cranc i, per no haver d'exportar-lo d'altres països, el va alliberar al riu Guadalquivir i també perquè hi havia molta enyorança pel cranc autòcton, del qual ja començaven a desaparèixer moltes poblacions.
L'impacte ecològic causat pel cranc americà, ja que els seus costums poden modificar totalment l'hàbitat, és que transforma físicament l'entorn: altera la disponibilitat de recursos per a altres espècies, elimina les plantes de les maresmes (alimentació) i s'enterra durant l'època reproductora (construeix galeries que modifiquen la circulació de l'aigua) i és una espècie molt agressiva que fa desaparèixer els amfibis d'algunes zones.

## Distribució a la península Ibèrica
Va ser introduït a la península Ibèrica l'any 1974 de forma voluntària. Sense cap mena de control es va estendre per la majoria de zones humides de tot Espanya.

## Distribució a escala mundial
El cranc de riu americà és el cranc originari dels pantans i rius del nord-est de Mèxic fins a Florida i també cap a l'interior pel sud d'Illinois i Ohio. És present a tot Europa i a una part d'Àsia especialment a la Xina i Austràlia. Al continent Africà és molt escàs encara que s'han trobat exemplars a l'illa de Madagascar.

## Interès gastronòmic
La seva qualitat gastronòmica és molt inferior a la del cranc de riu ibèric.